# Łowiec szarogłowy
Łowiec szarogłowy (Halcyon leucocephala) – gatunek średniej wielkości ptaka z rodziny zimorodkowatych (Alcedinidae), występujący na Wyspach Zielonego Przylądka, w Afryce Subsaharyjskiej (po północną RPA na południu) oraz w południowej części Półwyspu Arabskiego. Nie jest zagrożony.

## Podgatunki i zasięg występowania
Zwykle wyróżnia się pięć podgatunków H. leucocephala:
- H. l. acteon (Lesson, 1830) – Wyspy Zielonego Przylądka
- H. l. leucocephala (Statius Müller, 1776) – Senegal i Gambia do północno-zachodniej Somalii, północnej Tanzanii i północnej Demokratycznej Republika Konga
- H. l. semicaerulea (J.F. Gmelin, 1788) – południowy Półwysep Arabski; zimuje prawdopodobnie w Somalii
- H. l. hyacinthina Reichenow, 1900 – południowo-wschodnia Somalia do Tanzanii
- H. l. pallidiventris Cabanis, 1881 – południowa Demokratyczna Republika Konga do północno-zachodniej Tanzanii i na południe po północną RPA; populacje z południa zasięgu na zimę migrują na północ do Demokratycznej Republika Konga, Tanzanii, Ugandy i Kenii

Proponowany podgatunek centralis (południowe wybrzeże Jeziora Wiktorii) został zsynonimizowany z podgatunkiem nominatywnym, a ogilviei (Malawi) z podgatunkiem pallidiventris.

## Morfologia
Wygląd
Szare upierzenie głowy, przechodzące w bielsze na gardle i policzkach. Dziób czerwony. Brzuch pomarańczowy. Tył czarny. Lotki lazurowe.
Wymiary średnie
- Długość – 22 cm[2]
- Masa ciała – 35–61 g, samce średnio 42 g, samice 43 g[2]

## Ekologia
Biotop

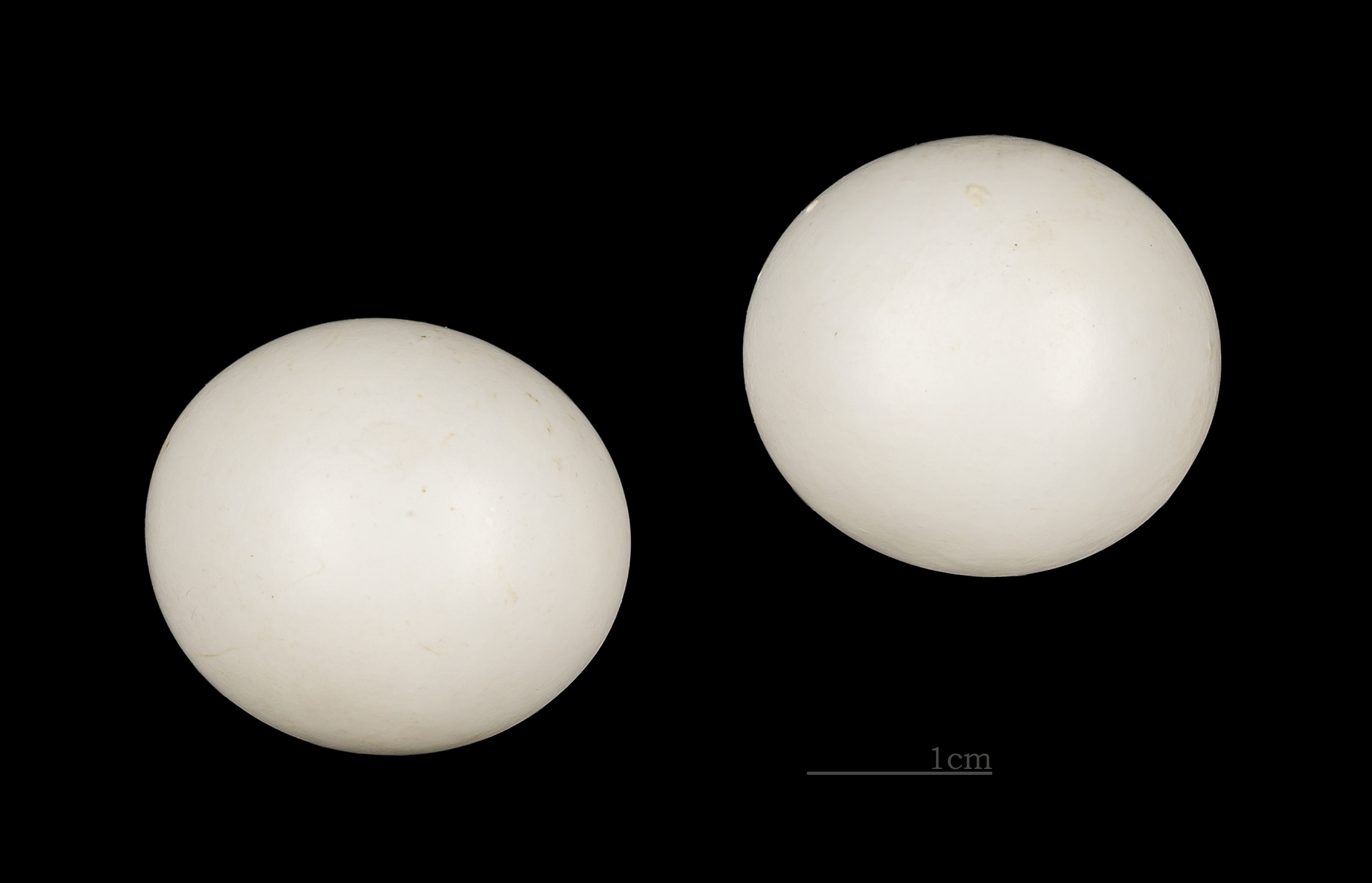
Jaja z kolekcji muzealnej

Zarośla suchych sawann. Brzegi lasów w szczególności w pobliżu rzek.
Rozród
Składa 3–4 jaja w tunelu (o długości do 1 m) wykopanym w brzegu rzeki, wąwozu lub termitiery.
Pożywienie
Głównie owady, zwłaszcza prostoskrzydłe (Orthoptera) – w tym szarańcza, świerszcze czy turkuciowate.

## Status
Międzynarodowa Unia Ochrony Przyrody (IUCN) uznaje łowca szarogłowego za gatunek najmniejszej troski (LC – Least Concern) nieprzerwanie od 1988 roku. Liczebność populacji nie została oszacowana, ale ptak ten opisywany jest jako pospolity do dość pospolitego. Globalny trend liczebności populacji uznawany jest za stabilny ze względu na brak widocznych zagrożeń.